# Ichneumon barbator
Ichneumon barbator är en stekelart som beskrevs av Fabricius 1793. Ichneumon barbator ingår i släktet Ichneumon och familjen brokparasitsteklar. Inga underarter finns listade i Catalogue of Life.